# 방탈출 4
Roombreak:방탈출4는 (주)게임데이(gameday)에서 제작한 탈출, 어드벤처 장르의 모바일 게임이다. 2007년 방탈출시리즈를 서비스하여 2011년 9월 방탈출4까지 시리즈가 SKT, KT, LGU+ 이동통신 3사에 출시되었다. 방탈출 시리즈는 밀실에 갇혀 다양한 퍼즐과 퀴즈로 힌트를 조합, 분해하여 탈출의 단서를 찾는 게임이다.

## 스토리
[에피소드0] 튜토리얼
[탈출레벨] ☆☆☆☆☆
[탈출배경] 3차원 가상의 공간
[줄거리]
탈출 방법에 익숙해지기 위한 에피소드
튜토리얼을 진행해서 게임에 익숙해지고 보너스 아이템인 황금열쇠를 획득할 수 있다.
[에피소드1] Love Holic
[탈출레벨] ★☆☆☆☆
[탈출배경] 원룸형 아파트
[줄거리]
아내를 먼저 저 세상으로 보낸 남자가 있다.
그녀와의 추억에 갇혀서 집을 빠져나가지 못한다. 잠긴 마음의 문을 열고 방을 탈출해야 한다.
[에피소드2] Memory of murder
[탈출레벨] ★★☆☆☆
[탈출배경] 살인 용의자의 최면 속 장소
[줄거리]
살인 용의자의 알리바이를 찾기 위해서 그의 최면 속으로 들어간다.
최면 속에서 그의 기억의 공간에 갇히게 되고 공간을 탈출할수록 기억들이 하나씩 살아난다.
[에피소드3] Last Mission
[탈출레벨] ★★★☆☆
[탈출배경] 최첨단 시설의 고층빌딩
[줄거리]
CIA요원인 맥스는 테러집단의 보스를 처치하라는 임무를 멋지게 수행해낸다.
그 순간 보안장치가 작동되고 목숨을 건 탈출미션이 시작된다.
[에피소드4] Mysterious message
[탈출레벨] ★★★★☆
[탈출배경] 외계인이 만들어낸 고대 유적지
[줄거리]
어느 날 뉴욕 한가운데 UFO가 출몰하며 자유의 여신상 내부가 고대 유적지로 변한다.
그 곳으로 들어가 탈출을 성공해야 그들의 메시지를 찾을 수 있다.
[에피소드5] Left Alone
[탈출레벨] ★★★★★
[탈출배경] 루브르 박물관
[줄거리]
박물관에 출근하게 된 첫날 박물관에 갇히게 된다. 스피커에서 작은 목소리만 들릴 뿐 동료들 모두 사라졌다. 박물관을 탈출하고 동료들을 위험에서 구해야 한다.

## 시리즈
이외에도 방탈출, 방탈출2, 방탈출3의 시리즈가 있다. 각각 1년의 간격을 두고 출시되었다.